# 芝村陣屋
芝村陣屋（しばむらじんや）は、奈良県桜井市大字芝村（桜井市芝、大和国式上郡）にあった芝村藩の陣屋。当初は戒重（かいじゅう）に陣屋を構えた。

## 概要
織田長益の四男長政が元和元年（1615年）に1万石を分知され、式上郡戒重に陣屋を構えたのが始まりである。関ヶ原の戦いで東軍に与し、戦功を挙げ、その後は豊臣氏の家臣になっていた。
豊臣氏滅亡後に徳川氏への配慮から所領3万石のうち、1万石を自分の隠居領（味舌藩）に、1万石ずつを四男長政と五男尚長に分知させ、四男長政の系統が芝村藩として存続するが、陣屋が芝村に移るのは第7代藩主輔宜の代の延享2年（1745年）である。
長政以降第10代長易の代に明治維新を迎えている。

## 遺構
陣屋址は桜井市立織田小学校の敷地となり、周囲に石垣が残存している。また、陣屋南門が慶田寺山門として移築されている。